# Viktor Zavadil
Viktor Zavadil (* 10. května 1992 Ostrava) je český divadelní, filmový a televizní herec a dabér.

## Životopis
Narodil se v Ostravě a vyrostl v Olomouci, kde studoval na Slovanském gymnáziu. Během studia na střední škole se začal zajímat o herectví, ve čtvrtém ročníku působil ve studentském souboru Slovanský tyátr a hrál rovněž v Divadle na cucky. Poté nastoupil na studium činoherního herectví na brněnskou JAMU, kde absolvoval v roce 2016.
V roce 2017 se objevil v epizodní roli v seriálu Život a doba soudce A. K., kde ztvárnil jednoho z mladých vrahů. Režisér seriálu, Robert Sedláček, jej o rok později obsadil do titulní role ve filmu Jan Palach. Za tuto roli, která pro něj byla debutem v celovečerním filmu, byl nominován na Českého lva (v kategorii nejlepší mužský herecký výkon) a Cenu české filmové kritiky (v kategoriích nejlepší herec a objev roku).
V letech 2016 až 2020 byl v angažmá v Městském divadle Kladno. Od roku 2021 působí na prknech pražského Činoherního klubu, ztvárnil menší role v inscenacích Kati a Macbeth. V roce 2022 ztvárnil v seriálu Devadesátky postavu Petra Chodounského, jednoho z Orlických vrahů.

## Filmografie
| Rok  | Název                     | Role                      | Poznámky                                    |
| ---- | ------------------------- | ------------------------- | ------------------------------------------- |
| 2013 | Bezejmenné                | feťák                     | amatérský film                              |
| 2015 | Na konci září             | důstojník                 | amatérský film                              |
| 2017 | Život a doba soudce A. K. | Milan Skoupý              | televizní seriál, díl: Nelidskost           |
| 2018 | Jan Palach                | Jan Palach                |                                             |
| 2019 | Pláč svatého Šebestiána   | pán z Friedenbergu        |                                             |
| 2020 | Past                      | herec Jirka               | televizní film                              |
| 2020 | Polda                     | Honza Slavík              | televizní seriál, díl: Ať shoří             |
| 2020 | Modrý kód                 |                           | televizní seriál, díl: Chci být sám         |
| 2020 | Hranice                   |                           | studentský film                             |
| 2020 | Vrať to                   |                           | studentský film                             |
| 2021 | Božena                    | Tajný                     | televizní minisérie                         |
| 2021 | Specialisté               | Benjamin Kučera           | televizní seriál, díl: Nouzová operace      |
| 2021 | Anatomie života           |                           | televizní seriál, díl: Závod s časem        |
| 2021 | Ptáci na kolejích         |                           | internetový seriál                          |
| 2021 | Teuner                    | Karel Kalina              | studentský film                             |
| 2021 | 13 minut                  | kamarád Petr              | dokumentární film                           |
| 2022 | Devadesátky               | Petr Chodounský           | televizní minisérie                         |
| 2022 | Podezření                 | Michal                    | televizní minisérie                         |
| 2022 | Pan profesor              | praktikant Robert Zelenka | televizní seriál, 2 díly                    |
| 2022 | Oběť                      | Selský                    |                                             |
| 2022 | Případy mimořádné Marty   | záchranář                 | televizní seriál, díl: Jaký pán, takový pes |
| 2022 | Chlap                     |                           | televizní minisérie, díl: Tajemství         |
| 2022 | Vražedné stíny            |                           | televizní minisérie                         |
| 2023 | Úsvit                     |                           |                                             |

## Divadelní role, výběr
- 2016 Terry Pratchett, Stephen Briggs: Soudné sestry, Voják, Městské divadlo Kladno, režie Petr Palouš a Jiří Š. Hájek
- 2016 Oscar Wilde: Jak je důležité býti (s) Filipem, sluha Lane, Indigo Company, režie Hana Marvanová
- 2017 Martin McDonagh: Poručík z Inishmoru, Joey, Městské divadlo Kladno, režie Josef Kačmarčík
- 2019 Agatha Christie, Ken Ludwig: Vražda v Orient expresu, Hector MacQueen, Městské divadlo Kladno, režie Petr Mikeska
- 2020 Graham Linehan, Petr Svojtka, Jiří Janků: Ajťáci, Roy, Divadlo Radka Brzobohatého, režie Petr Svojtka
- 2022 William Shakespeare: Macbeth, první vrah, Činoherní klub, režie Ondřej Sokol